# 荘野村
荘野村（しょうのむら）は、広島県賀茂郡にあった村。現在の竹原市の一部にあたる。

## 地理
- 河川：賀茂川[1]、田万里川[2]

## 歴史
- 1889年（明治22年）4月1日、町村制の施行により、賀茂郡西野村、新庄村が合併して村制施行し、荘野村が発足[3][4]。
- 1903年（明治36年）荘野郵便局開設[3]。
- 1955年（昭和30年）3月31日、賀茂郡竹原町、豊田郡田万里村と合併し、竹原町が存続して廃止された[3][4]。

### 地名の由来
合併村の各一文字を組み合わせたもの。ただし、庄を荘に変更。

## 産業
- 農業、葉煙草[3]

## 教育
- 1914年（大正3年）新庄小学校、西野小学校は、荘野尋常小学校、荘野尋常高等小学校に改組[3]。